# Club Atlético Vélez Sarsfield
El Club Atlético Vélez Sarsfield és un club esportiu, destacat en futbol, argentí de la ciutat de Buenos Aires (al barri de Liniers).

## Història
El club va ser fundat l'1 de gener de 1910 al barri de Floresta de Buenos Aires, a prop d'una estació de ferrocarril anomenada Dalmacio Vélez Sársfield.

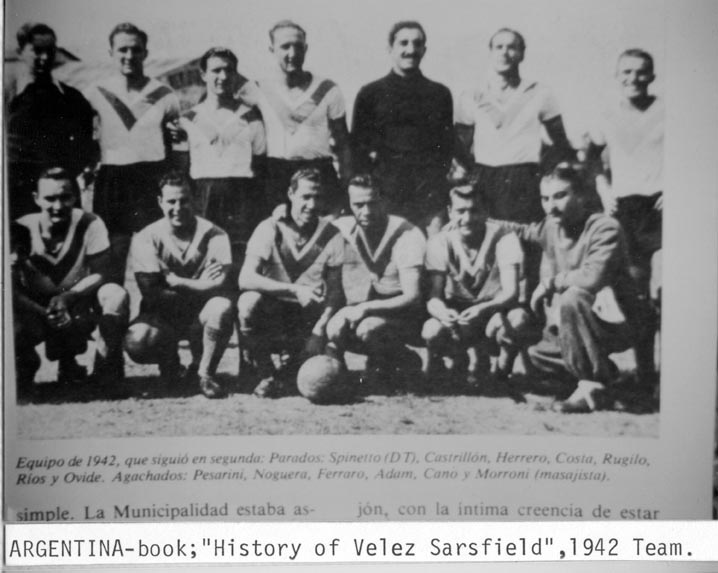
Aquesta és una foto de l'equip de 1942 Vélez Sarsfield que va jugar a Segona Divisió. El porter és Miguel Rugilo "Lleó de Wembley". José M. Noguera també va jugar en aquest equip.

La seva primera participació en el campionat amateur de futbol argentí fou l'any 1919, acabant subcampió. Des de l'adveniment del professionalisme l'any 1931, el club sempre ha militat a la màxima categoria, excepte en el període 1941-1943.
La figura més emblemàtica del club ha estat Carlos Bianchi. Com a jugador, contribuí al títol de lliga aconseguit l'any 1968, a més de ser màxim golejador de primera divisió els anys 1970, 1971 i el 1981. Com entrenador, Bianchi portà l'equip a tres títols argentins (Clausura 1993, Apertura 1995 i Clausura 1996), a més d'una Copa Libertadores i una Copa Intercontinental de futbol (ambdues el 1994) i una Copa Interamericana el 1995. Durant aquest període destacaren al club els jugadors José Luis Chilavert i Omar Asad ("El Turco"), qui marcà el gol de la victòria a la final de la Copa Intercontinental.

## Estadi
L'estadi del club és l'Estadi José Amalfitani, nom d'un ex-president del club durant més de 30 anys. Té una capacitat per a 49.747 espectadors. Fou utilitzat a la Copa del Món de Futbol 1978.

## Palmarès
- 1 Copa Libertadores de América: 1994
- 1 Copa Intercontinental: 1994
- 1 Copa Interamericana: 1995
- 1 Supercopa Sud-americana: 1996
- 1 Recopa Sud-americana: 1997
- 10 Lliga argentina de futbol: 1968 (Nacional), 1993 (Clausura), 1995 (Apertura), Clausura 1996 (Clausura), Clausura 1998 (Clausura), Clausura 2005 (Clausura), Clausura 2009 (Clausura), Clausura 2011 (Clausura), Inicial (2012), 2012/13 (Primera División).
- 1 Supercopa Argentina: 2013
- 1 Lliga argentina de segona divisió: 1943

## Altres seccions
El Vélez també disposa de seccions masculina i femenina de voleibol a la primera divisió argentina, a més de seccions de bàsquet, hoquei patins i hoquei herba, entre d'altres.